# L'ultimo del Clan de' Paperoni
L'ultimo del Clan de' Paperoni è il primo capitolo della Saga di Paperon de' Paperoni, serie a fumetti realizzata dallo statunitense Don Rosa nel 1992 che narra la biografia del personaggio di Paperone. Successivamente l'autore ha realizzato nel 1995 una prologo alla storia, Decini e destini.

## Trama
Il Clan de' Paperoni, dopo aver toccato il massimo del suo splendore grazie alle imprese di Malcolm de' Paperoni, è ormai in decadenza. Il Castello de' Paperoni, su Colle Fosco nella brughiera scozzese, è ormai abbandonato da secoli da quando, nel 1675, un terribile mastino ha iniziato a terrorizzare gli abitanti del circondario costringendo i de' Paperoni a una precipitosa fuga. Da allora il terreno è stato utilizzato impunemente dai Whiskerville che hanno pascolato le loro greggi sul terreno dei de' Paperoni protetti da una leggenda che i loro avi avevano creato per impossessarsi illegalmente del terreno. Forti di una paura tramandata di padre in figlio, i Whiskerville riescono a scacciare dal terreno per l'ennesima volta Fergus de' Paperoni e il figlio, il piccolo Paperone, ultimo rappresentante del Clan.
Gravato dalle critiche del fratello Jake e del figlio, Fergus decide di spronare il piccolo Paperone regalandogli un kit da lustrascarpe, per poi fargli ottenere la prima lezione della sua vita: nel mondo ci sono sempre persone che credono di essere più furbi degli altri ed in tal modo si comportano. Quindi è necessario tenere sempre gli occhi aperti ed essere il più furbo dei furbi ed il più duro dei duri. Infatti Paperone, dopo aver lustrato delle scarpe, si ritrova tra le mani una moneta da dieci centesimi americani, (la futura Numero Uno), inservibile a Glasgow e si rende conto di essere stato imbrogliato. Da qui Paperone si rimbocca le maniche e inizia una folgorante carriera: prima migliora il suo lavoro di lustrascarpe, quindi inizia a vendere legname, poi torba e quindi ritorna al Castello de' Paperoni, dove, attaccato dai Whiskervilles, vi si rifugia.
Qui avverrà un incontro fondamentale, che lo convincerà a varcare l'oceano e a dirigersi verso l'America: un papero distinto dalla chioma bionda che lo guida tra le sale del castello facendogli vedere le vestigia della passata gloria dei de' Paperoni. Paperone matura così l'idea di andare dallo zio Angus per aiutarlo nella sua attività di trasportatore di legname ma soprattutto viene investito del titolo di ultimo del clan de' Paperoni. E la prima impresa di Paperone è quella di scacciare i Whiskerville dalle sue terre: prima imbottisce di torba una delle armature del castello, quindi le dà fuoco per simulare la presenza di un fantasma tra quelle antiche terre, quindi sprona il suo cavallo che, come una spettrale apparizione, mette in fuga gli usurpatori.
È l'inizio della grande epopea di Paperone che, senza saperlo, spronato dal fantasma del duca Quaquarone, si imbarca come mozzo su una nave-bestiame diretta a New Orleans nel 1880, portando con sé la dentiera d'oro e l'orologio da taschino del bisnonno.

## Storia editoriale
Pubblicato originariamente nel 1992 sulla danese Anders And & Co., venne successivamente edita in vari altri paesi del mondo, come la statunitense Uncle Scrooge n.285 (1994) e l'italiana Zio Paperone n. 70 (1995). In Italia è stata edita in La saga di Paperon de' Paperoni (2016).
Le fonti di ispirazione dell'autore si trovano nelle seguenti storie di Barks: Paperino e il segreto del vecchio castello, Il clan di Zio Paperone, Zio Paperone e il re del fiume d'oro, Paperino e la clessidra magica, Zio Paperone e la Regina del Cotone, Paperino e il ventino fatale, Zio Paperone e la cassa di rafano, Paperon de' Paperoni e la noia da dollaro (di Carl Fallberg e Tony Strobl), Zio Paperone e l'intruso invisibile (solo disegnata da Barks su testi di Lockman), Zio Paperone e l'orologio dell'eclisse